# Twisted Metal 2
Twisted Metal 2 (conocido en Europa como Twisted Metal 2: World Tour y Twisted Metal EX en Japón) es el segundo y más exitoso videojuego de la serie de combate con vehículos Twisted Metal. Ha sido desarrollado por el estudio de juegos SingleTrac, publicado por Sony, y se lanzó en 1996 para PlayStation y PC.
La versión para PC muestra un ligero recorte en la calidad gráfica en comparación con la versión de PlayStation, pero no requiere una tarjeta de vídeo con funciones 3D. También ofrece el modo multijugador a través de una línea de módem o Internet.
Dos años después de su lanzamiento, Twisted Metal 2 fue reeditado como un juego de PlayStation Greatest Hits. Un título similar fue lanzado en Japón en 2007. El 1 de noviembre de 2007, también fue lanzado para su descarga en América del Norte en la PlayStation Network. 

## Argumento
Igual que en su anterior entrega, Calypso organiza el torneo de Twisted Metal y quién lo gane podrá pedir cualquier deseo que quiera.

## Personajes
El juego cuenta con personajes de la anterior entrega y otros nuevos, haciendo un total de 15 personajes, 12 seleccionables desde el comienzo, 2 de ellos se consiguen mediante un código secreto y el último no es seleccionable:
Axel: Es un hombre aprisionado en 2 ruedas gigantes por culpa de su padre. Él se une al torneo porque quiere conseguir el valor de hacerle frente a su padre.
Grasshopper: Krysta Sparks es la piloto de este buggy. Ella afirma ser la hija de Calypso y su deseo es asesinarlo. 
Mr. Grimm: La parca pilotea esta motocicleta con sidecar. Mr Grimm se une al torneo porque desea facilitar su consumo de almas. 
Hammerhead: Los pilotos de esta Monster Truck son Mike y Stu, dos cabezahuecas que ingresan al torneo para desear poder volar.
Minion: El demonio Minion conduce este vehículo APC guerrillero. Él solo se une al torneo por el deseo de vengarse de Calypso por haberle robado sus poderes. Solamente es seleccionable si se ingresa un código en el menú del juego
Outlaw 2: Jamie Roberts maneja este coche de policía. Es la hermana del Outlaw de la primera entrega. Ella busca a su hermano perdido. 
Roadkill: Roadkill vuelve a aparecer piloteado por Marcus Kane, un vagabundo que cree que todo el universo de Twisted Metal es algo imaginario. 
Shadow: Su piloto es Mortimer y conduce un coche fúnebre. Él es el guardián de las almas perdidas que fueron asesinadas. 
Mr. Slam: Un tractor de pala conducido por Simon Whittlebone. Él es un arquitecto frustrado y desea construir el rascacielos más grande del mundo. 
Spectre: Un Corvette blanco conducido por Ken Masters, un actor el cual su único deseo es la fama absoluta. 
Sweettooth: El camión de helados de la anterior entrega vuelve conducido por Kane Needles, un payaso homicida. Solamente es seleccionable si se ingresa un código en el menú del juego. 
Thumper: Una limusina rosa manejada por Bruce Cochrane, un gangster que desea ser el emperador del mundo. 
Twister: Este F1 es conducido por Amanda Watts, una piloto de carreras cuyo deseo es viajar a la velocidad de la luz. 
Warthog: El capitán Rogers maneja este blindado de guerra. Él es un hombre de 105 años quién se une al torneo para desear ser joven otra vez. 
Darktooth: Esta extraña mezcla de Sweettooth con Darkside (Personaje de la anterior entrega) es el jefe final del juego. No es seleccionable.

## Descripción general
En concepto, Twisted Metal 2 es un derbi de demolición que permite el uso de proyectiles balísticos. Los jugadores eligen un vehículo y un escenario -o una serie de escenarios en el modo historia- para participar en la batalla con los rivales. Existen, dispersos por el escenario, gran variedad de pick ups de armas y mejoras. El objetivo del juego es ser el último automóvil en pie.
La historia continua a partir de la del primer juego, con un hombre llamado Calypso, anfitrión de un torneo de combate con vehículos llamado Twisted Metal, otorga a su ganador un premio: cualquier cosa que él desee. El evento se pacta para un año después del primer juego, y tiene lugar en ciudades de todo el mundo.